# Correia
Correia és una localitat de São Tomé i Príncipe al districte de Lobata, a l'est de l'illa de São Tomé. La seva població és de 636 (2008 est.). Està situada a l'oest de la capital São Tomé, i forma part de la seva àrea urbana. Limita a l'est amb Palmar al llarg de la frontera amb el districte d'Água Grande i al sud amb la del districte de Cantagalo. L'equip de futbol local és la UD Correia.

## Evolució de la població
| 2001 | 2008 |
| 558  | 636  |